# Park Krajobrazowy Puszczy Knyszyńskiej
Der Landschaftsschutzpark Puszczy Knyszyńskiej (Park Krajobrazowy Puszczy Knyszyńskiej im. prof. Witolda Sławińskiego) ist ein Naturschutzgebiet der Kategorie Landschaftsschutzpark in der Woiwodschaft Podlachien, Polen.
Namensgebend für das Waldgebiet ist die Kleinstadt Knyszyn, der Sitz der gleichnamigen Stadt- und Landgemeinde. Des Weiteren ist der Park auch nach dem Botaniker Witold Sławiński benannt worden. Der Park liegt im Powiat Białostocki auf dem Gebiet der Gemeinden Czarna Białostocka, Dobrzyniewo Duże, Gródek, Michałowo, Supraśl und Wasilków; im Powiat Moniecki auf dem Gebiet der Gemeinde Knyszyn und im Powiat Sokólski auf dem Gebiet der Gemeinden Janów, Krynki, Sokółka und Szudziałowo.
Der Park wurde am 24. Mai 1988 gegründet und hat heute eine Fläche von 744,47 km² und eine Pufferzone von 522,55 km². Das Schutzgebiet umfasst zu 78 % Wald (Kiefer, Eiche, Hainbuche und Erle), 13 % Ackerland, 10 % Wiesen und Weiden und 2 % Wasserflächen, Verkehrswege und Gebäude. Im Park liegen zwanzig Naturreservate. (Stand 2018) Das Schutzgebiet wird vom 93,8 Kilometer langen Fluss Supraśl, der in den Narew mündet und seinen Zuflüssen Płoska (23,6 km) und Sokołda (57,5 km) durchzogen. Die 38 Kilometer lange Brzozówka hat ihre Quelle im Landschaftsschutzpark und fließt zur Biebrza.
Zur Tierwelt gehören Kreuzottern, Ringelnattern, Blindschleichen, Wald- und Zauneidechsen sowie 153 Vogelarten. Die Flora des Gebiets umfasst 843 Pflanzengemeinschaften.

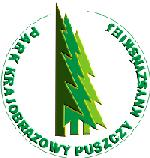
Logo des Landschaftsschutzparks
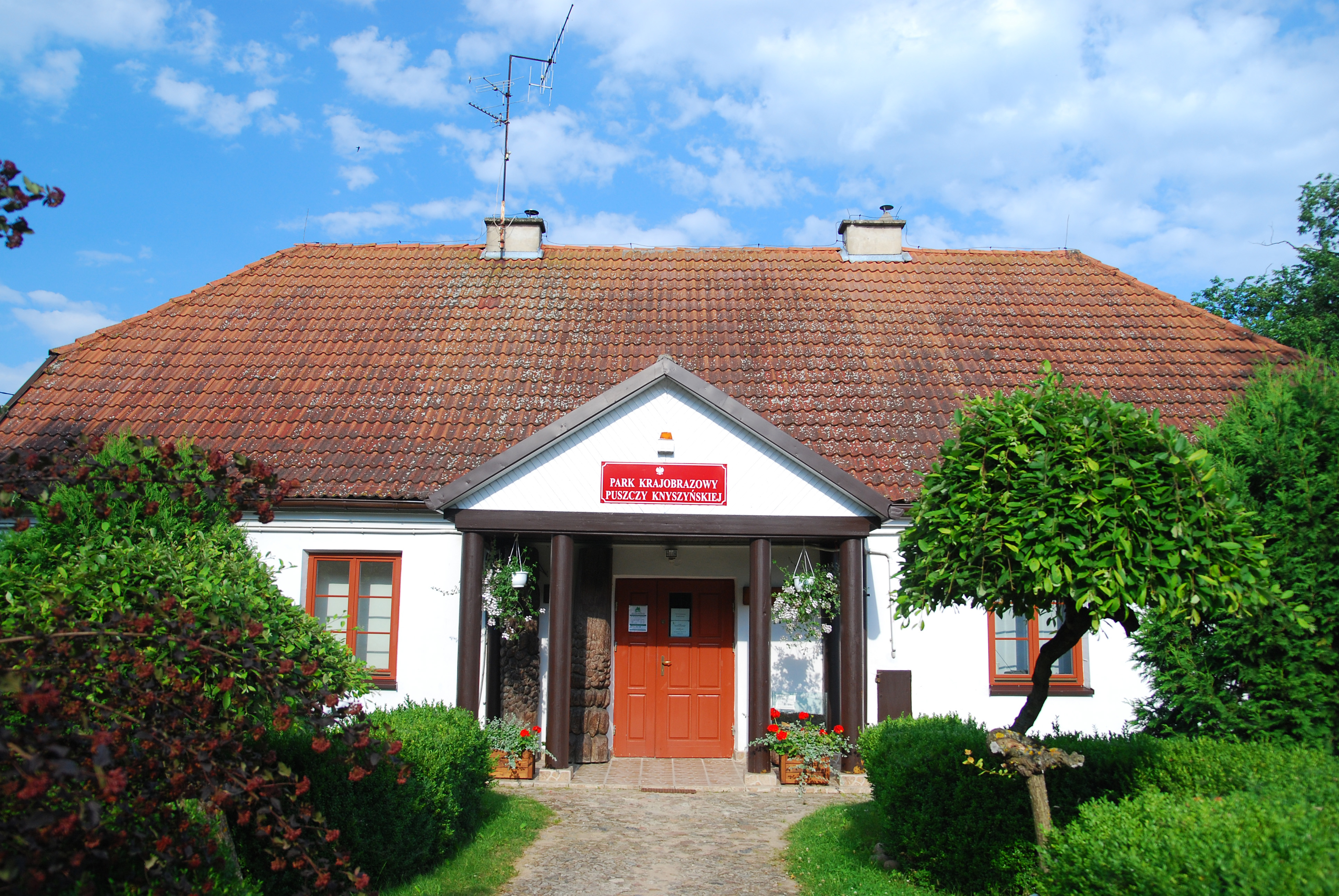
Gebäude der Verwaltung des Landschaftsschutzparks
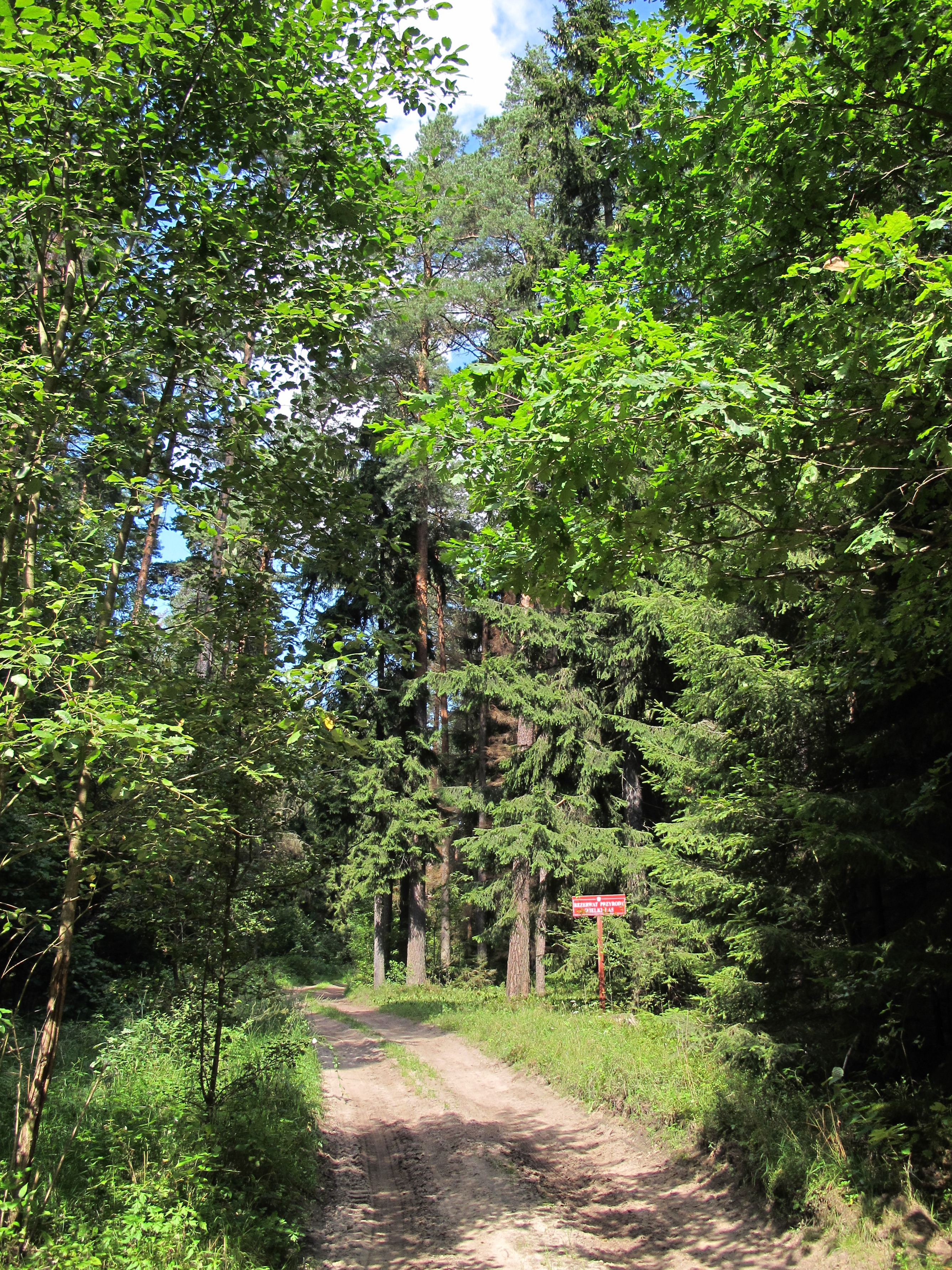
Naturreservat Wielki Las bei Knyszyn
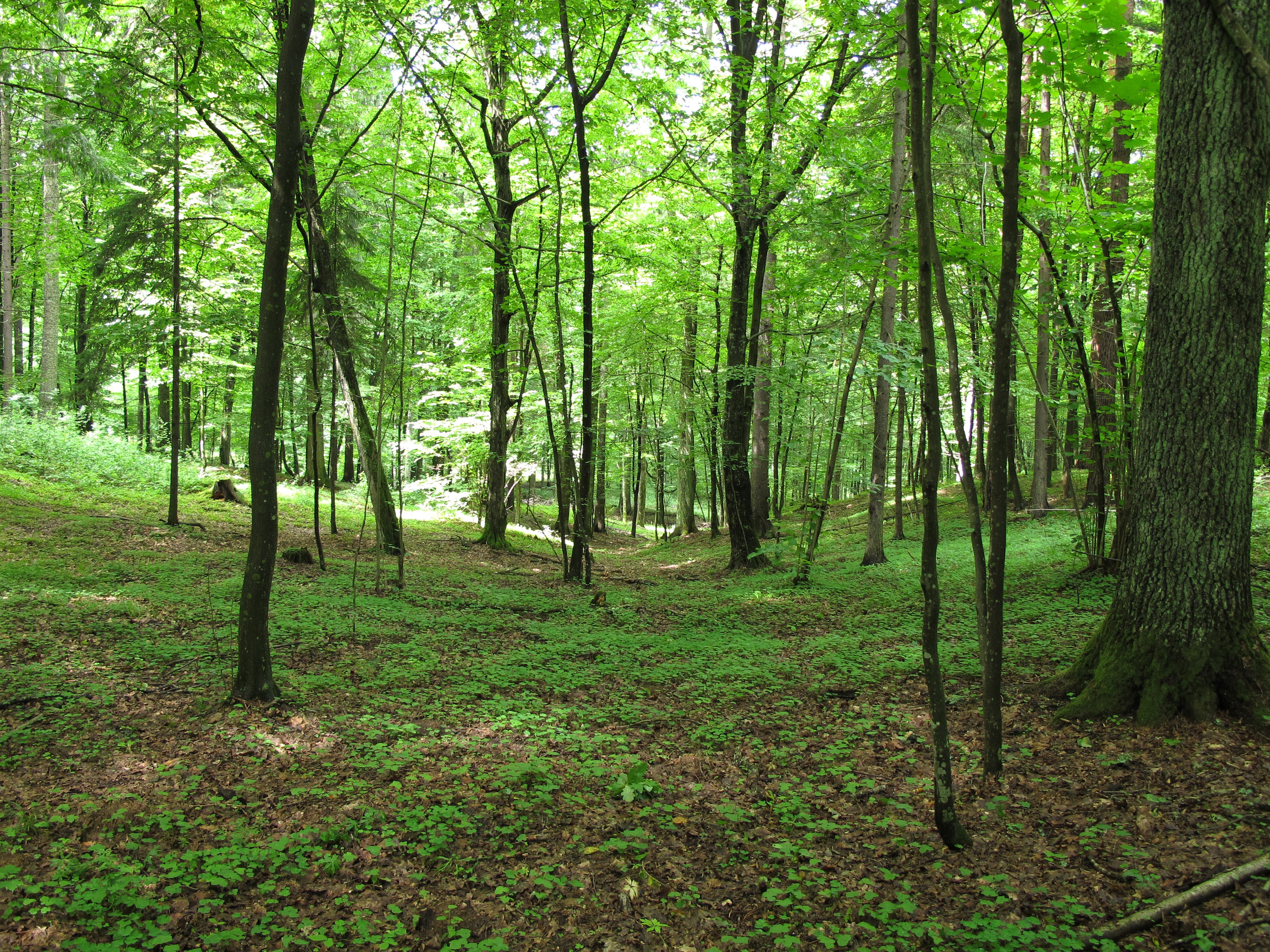
Im Wald bei Czarna Białostocka